# Pécsi Mecsek FC
Pécsi Mecsek Futball Club (PMFC) – węgierski klub piłkarski z siedzibą w mieście Pecz. W sezonie 2015/2016 na skutek utraty licencji na grę w zawodowych rozgrywkach, zespół spadł z NB I. Klub uczestniczy w rozgrywkach Nemzeti Bajnokság III.

## Historia

### Chronologia nazw
Pécsi Dózsa
- 1950: Pécsi Dózsa
- 1956: Pécsi Baranya Dózsa SC
- 1957: Pécsi Dózsa SC

Pécsi Építők
- Pécsi Magasépítés
- 1951: Pécsi Építők

Pécsi Bányász
- 1922: Dunagőzhajózási Villamostelepi Atlétikai Club (DVAC)
- 1939: Pécsi DVAC
- 1946: Pécsi Dinamó Villamostelepi AC
- 1947: Pécsi MESzHART Dinamó
- 1951: Pécsújhegyi Bányász
- 1954: Pécsi Bányász
- 1955: Pécsújhegyi Bányász
- 1956: Pécsi DVAC
- 1957: Pécsújhegyi Bányász
- 1958: Pécsi Bányász

Pécsi Mecsek FC
- 1973: Pécsi Munkás Sport Club (MSC) (klub powstaje w wyniku fuzji: Pécsi Bányász, Pécsi Ércbányász, Pécsi Építők i Pécsi Helyiipar)
- 1995: Pécsi Mecsek Futball Club (MFC)

## Osiągnięcia
- Wicemistrzostwo Węgier (1 raz): 1985/86
- III miejsce Mistrzostw Węgier (1 raz): 1990/91
- Puchar Węgier (1 raz): 1989/90
- Finał Pucharu Węgier (3 razy): 1977/78, 1986/87, 2013/14
- W lidze (50 sezonów): 1955-1957/58, 1959/60-1974/75, 1977/78-1996/97, 1999/00-2000/01, 2003/04-2006/07, 2011/12-2014/15

## Piłkarze w historii klubu
- Imre Rapp
- János Dunai
- Antal Dunai II
- id. Ernő Kardos
- Árpád Toma
- Antal Róth
- Ferenc Mészáros
- Pál Dárdai
- Zoltán Gera

## Europejskie puchary
Legenda do wszystkich tabel:
- Q – runda eliminacyjna, 1/16, 1/8, 1/4, 1/2 – odpowiednia faza rozgrywek, Grupa – runda grupowa, 1r gr – pierwsza runda grupowa, 2r gr – druga runda grupowa, F – finał, R – runda, PO – play-off
- k. – rzuty karne, los. – losowanie, Dogr. – dogrywka, w. – zasada bramek strzelonych na wyjeździe

| Sezon   | Rozgrywki                 | Runda | Przeciwnik               | Dom | Wyjazd | Ogólnie     |
| ------- | ------------------------- | ----- | ------------------------ | --- | ------ | ----------- |
| 1970/71 | Puchar Miast Targowych    | 1R    | CS Universitatea Craiova | 3–0 | 1–2    | 4–2         |
| 1970/71 | Puchar Miast Targowych    | 2R    | Newcastle United         | 2–0 | 0–2    | 2–2, k: 5–3 |
| 1970/71 | Puchar Miast Targowych    | 1/8   | Juventus F.C.            | 0–1 | 0–2    | 0–3         |
| 1986/87 | Puchar UEFA               | 1R    | Feyenoord                | 1–0 | 0–2    | 1–2         |
| 1990/91 | Puchar Zdobywców Pucharów | 1R    | Manchester United        | 0–1 | 0–2    | 0–3         |
| 1991/92 | Puchar UEFA               | 1R    | VfB Stuttgart            | 2–2 | 1–4    | 3–6         |